# NGC 2100
NGC 2100 (del Nuevo Catálogo General, NGC) es un cúmulo abierto en la Gran Nube de Magallanes. También es una pequeña galaxia satélite de la Vía Láctea. Estos cúmulos tienen aproximadamente, casi todos decenas de millones de años o centenas de millones de años. A veces se puede confundir con un cúmulo globular.